# Eparchia di Alatyr'

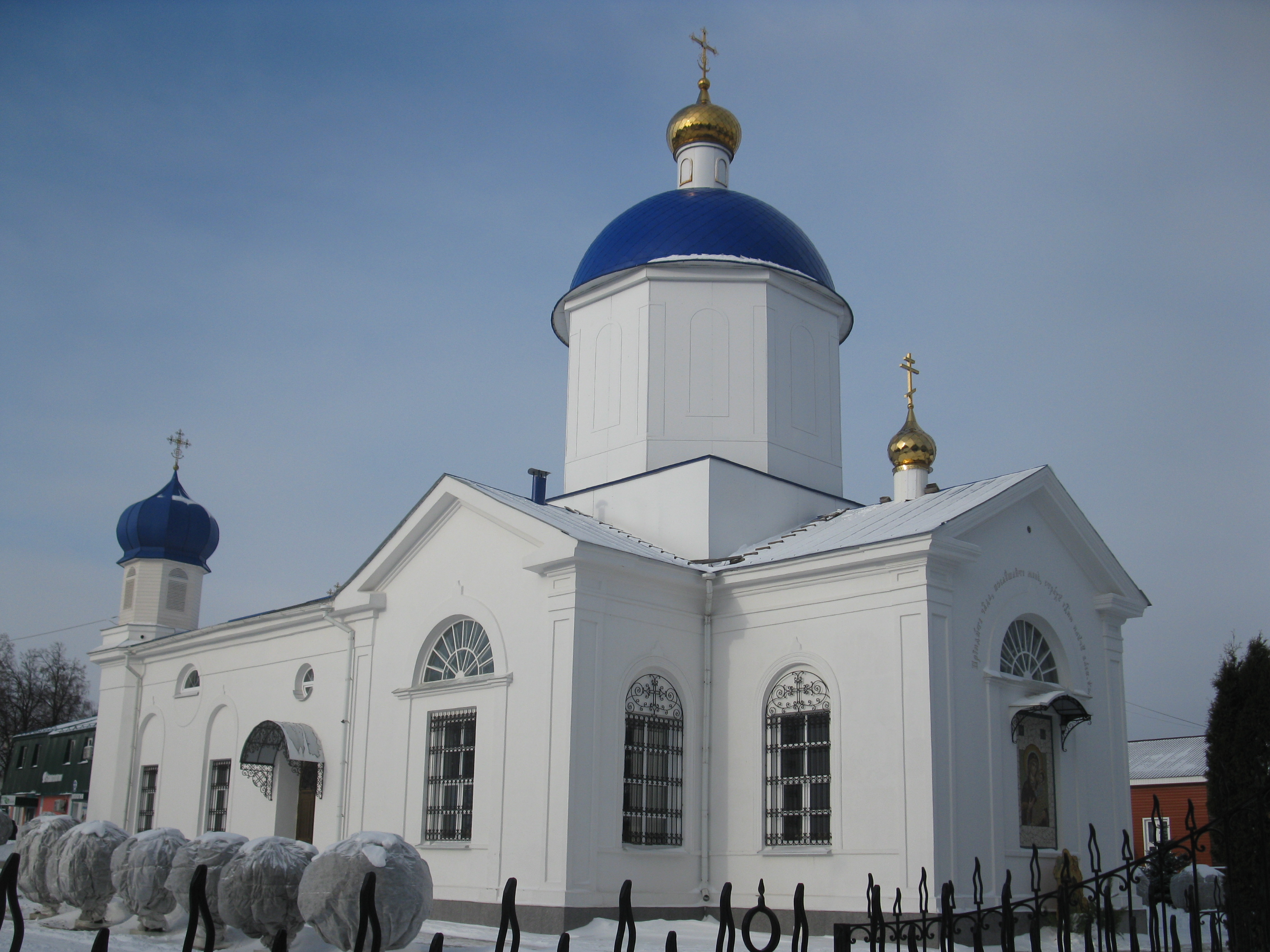
La cattedrale di Alatyr'.

L'eparchia di Alatyr' (in russo Алатырская епархия?) è una diocesi della Chiesa ortodossa russa, appartenente alla metropolia della Ciuvascia.

## Territorio
L'eparchia comprende i rajon Alatyrskij, Batyrevskij, Ibresinskij, Poreckij e Šemuršinskij nella parte meridionale della Ciuvascia.
Sede eparchiale è la citta di Alatyr'. L'eparca ha il titolo ufficiale di «eparca di Alatyr' e Poreckoe».

## Storia
L'eparchia è stata eretta dal Santo Sinodo della Chiesa ortodossa russa il 4 ottobre 2012, ricavandone il territorio dall'eparchia di Čeboksary, e contestualmente è entrata a far parte della metropolia della Ciuvascia.